# Cell (film)
Cell è un film del 2016 diretto da Tod Williams, basato sull'omonimo romanzo di Stephen King, coautore anche della sceneggiatura.

## Trama
Un misterioso segnale, diramato attraverso la rete dei telefoni cellulari, penetra nelle menti di quasi tutti gli esseri umani trasformandoli in bestie assassine. Clay Riddell, disegnatore di fumetti scampato al segnale, cerca di sopravvivere con l'aiuto di alcuni superstiti e di ritrovare il figlio prima che anche questi accenda il cellulare.

## Produzione
La Dimension Films aveva già acquistato i diritti per adattare il romanzo di Stephen King nel marzo 2006, ed era previsto che fosse diretto da Eli Roth dopo che quest'ultimo avesse finito le riprese di Hostel: Part II; nel febbraio 2007 vengono assunti Scott Alexander e Larry Karaszewski per scrivere la sceneggiatura, ma il 10 luglio 2009 Eli Roth dichiara che non avrebbe più lavorato al film, affermando:
L'11 novembre 2009 Stephen King ha annunciato di aver finito di scrivere la sceneggiatura del film, modificando il finale.

### Riprese
Le riprese si sono svolte nel gennaio 2014 ad Atlanta, in Georgia, e sono durate 25 giorni
.

### Cast
Nell'ottobre 2012 John Cusack è stato il primo attore ad aver annunciato di essersi unito al cast; Samuel L. Jackson è stato confermato nel novembre 2013. Isabelle Fuhrman ha annunciato la sua partecipazione il 5 febbraio 2014, mentre Stacy Keach è stato annunciato il giorno seguente.

## Promozione
Il primo trailer è uscito in italiano il 7 giugno 2016.

## Distribuzione
Il film è stato distribuito video on demand dal 10 giugno e nelle sale statunitensi dal l'8 luglio 2016, mentre nelle sale italiane il 13 luglio dello stesso anno. Il film in Italia è vietato ai minori di 14 anni.